# W New York Downtown Hotel and Residences
W New York Downtown Hotel and Residences ist ein Wolkenkratzer mit gemischter Nutzung in Manhattan in New York City. Er beherbergt in den unteren Etagen das Hotel „The Washington“ und in den oberen Etagen Eigentumswohnungen.

## Beschreibung
Der Wolkenkratzer befindet sich in Lower Manhattan im Financial District an der Ecke  Washington Street und Albany Street. Ein Block nördlich liegt das World Trade Center mit dem National September 11 Memorial and Museum, dem Liberty Park und der St. Nicholas Greek Orthodox Church. Nachbargebäude sind unter anderem The Greenwich by Rafael Viñoly, West Street Building und das Hotel „New York Marriott Downton“.
Das Gebäude wurde vom Architekturbüro Gwathmey Siegel & Associates Architects entworfen und von der Baugesellschaft Tishman Construction von 2006 bis 2010 errichtet. Bauherr war The Moinian Group. Der Wohn- und Hotelturm hat eine Höhe von 192 Meter (630 Fuß) und besitzt 57 Etagen. In den Etagen 1 bis 4 befinden sich die Lobbys für Hotel und Wohnungen sowie Gastronomie. Die Etagen 5 bis 22 nimmt das Hotel mit dem Namen „The Washington“ mit 217 Hotelzimmern der „Luxusmarke W“ ein. Von der 23. bis zur 56. Etage befinden sich die 223 Eigentumswohnungen der Marke „W Residences NYC“. In den Etagen 55 und 56 ist ein 1114 m² großes Duplex-Penthouse untergebracht und in der 57. Etage gibt es eine Aussichtsplattform mit Blick auf den Hudson River und eine Terrasse mit Panoramablick. Die Eingänge befinden sich in der Albany Street mit den Adressen 123 Washington Street für die Wohneinheiten und 8 Albany Street für das Hotel, das am 18. August 2010 eröffnet wurde.

## Galerie

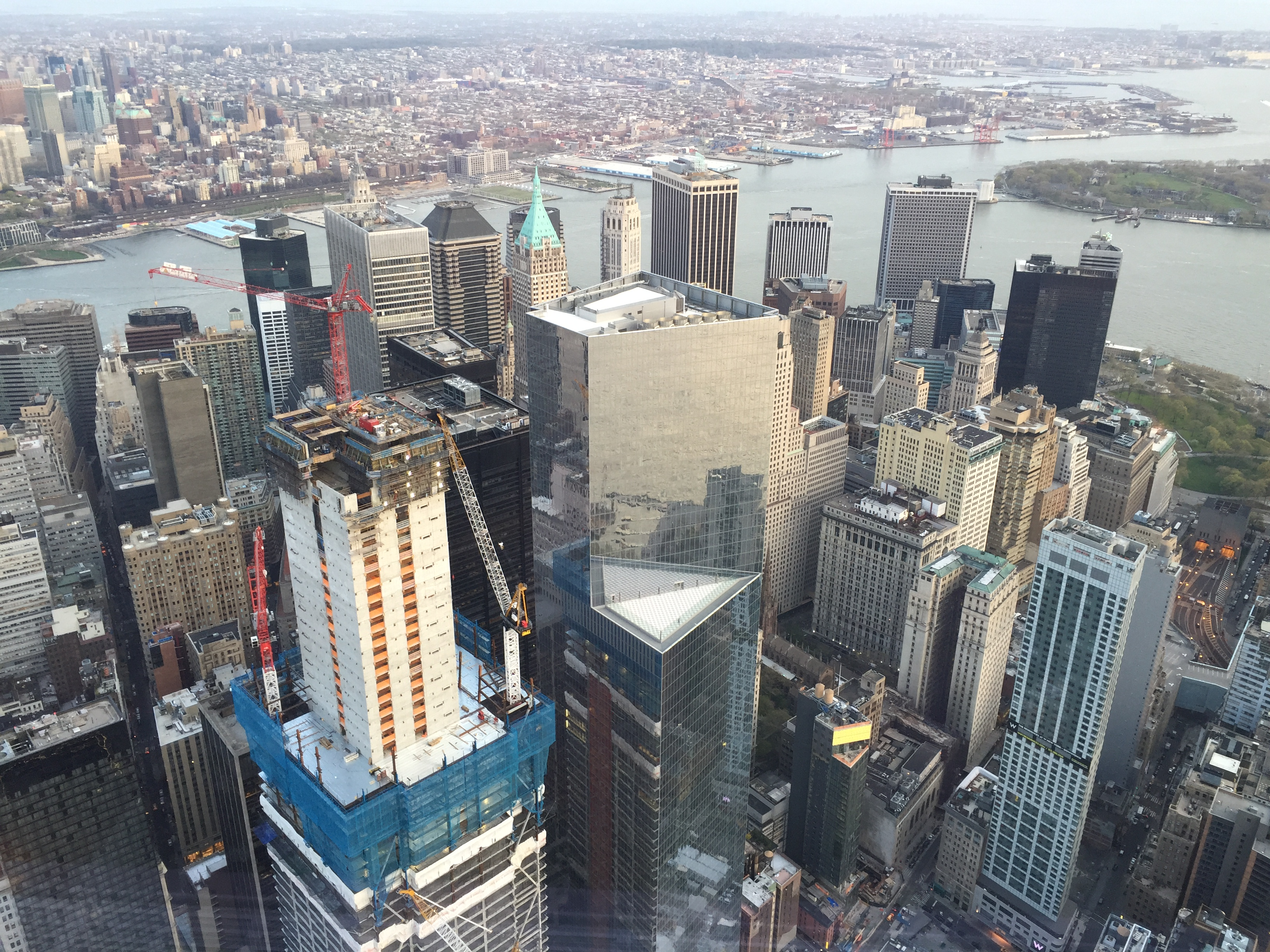
Der Wolkenkratzer (rechts) im Financial District
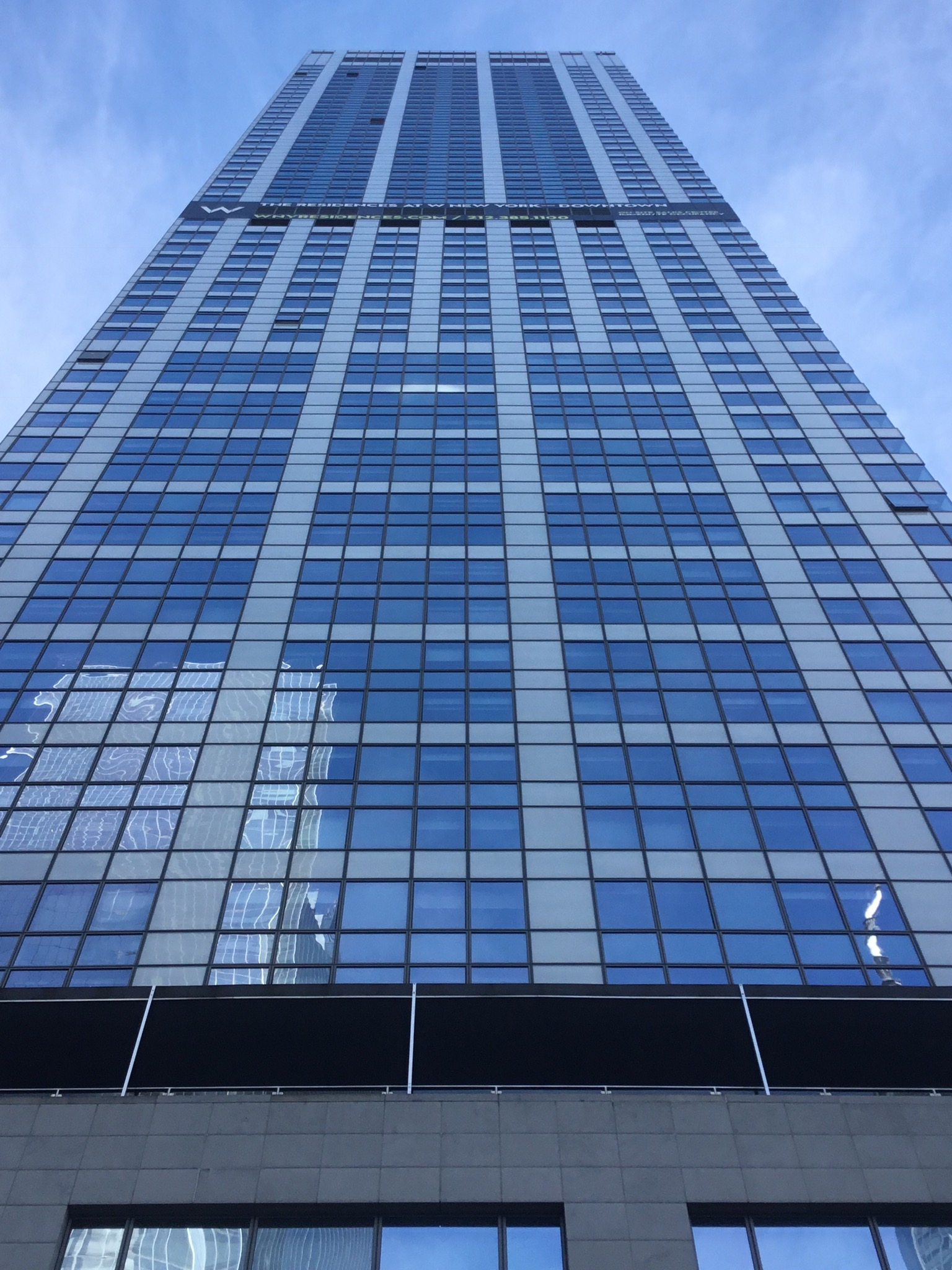
Vertikale Fassadenansicht 2022
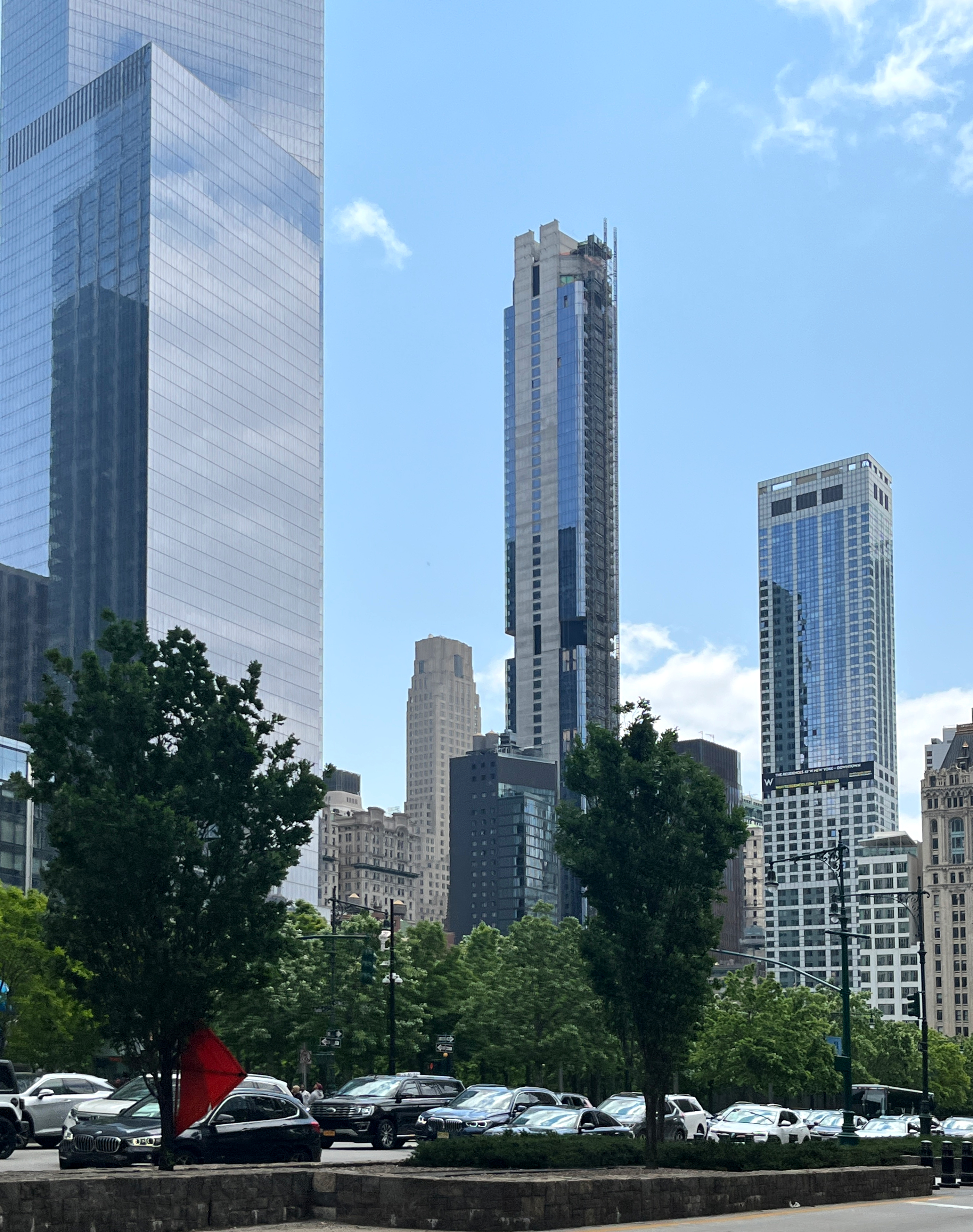
Blick vom World Trade Center im Mai 2023 (rechtes Gebäude)